# Šarišské Michaľany
Šarišské Michaľany (węg. Szentmihályfalva) – wieś (obec) na Słowacji, w kraju preszowskim, w powiecie Sabinov. Pierwsza wzmianka o miejscowości pochodzi z 1248 roku.